# Belmont, West Virginia
Belmont är en ort i Pleasants County i delstaten West Virginia, USA.